# Emboscada da Floresta Litana
A Emboscada da Floresta Litana entrou, por um breve momento, na história oficial da Roma Antiga como uma emboscada (geralmente definida, incorretamente, como uma "batalha") desferida pelos gauleses boios contra um grande contingente romano, que foi completamente destruído. Como lembrança de um grande golpe à honra das legiões romanas, é compreensível que esta floresta tenha sido completamente destruída para dar lugar ao cultivo agrícola na forma de centuriações, uma verdadeira forma de damnatio memoriae.

## Localização
O problema da localização da Floresta Litana causou discussões entre os historiadores de todas as épocas, todos defendendo suas próprias teorias, geralmente extrapolações de suas próprias visões paroquiais ou locais. Geralmente considera-se que emboscada dos boios foi realizada numa floresta situada na Emília ou na Romanha, região ocupada pela tribo depois da emigração forçada pela pressão romana. Mas há aqueles, como Emanuele Repetti, que citam fontes que excluem inclusive esta tese.
As localizações propostas para a floresta variam da área entre Bolonha e Módena, entre Bolonha e Ravena, entre Bolonha e Rimini, provavelmente no vale do rio Montone ou do rio Lamone, nas proximidades de Forlì; um estudioso de Régio da Emília, um campo ao lado da cidade. Muitos se apoiam numa referência a uma área sagrada dos gauleses; porém, é importante lembrar que todos os historiadores citam justamente bosques sagrados perto das cidades de sua preferência. Em todo caso, todas as fontes antigas falam de uma planície Padana extremamente florestada e, portanto, é inevitável que todas as modernas cidades desta planície, com base em uma mesma origem histórica, tente se atribuir como sendo a localização da Floresta Litana.

## Contexto
A Segunda Guerra Púnica estava em andamento. Aníbal, em 218 a.C., derrotando os taurinos, havia conquistado o apoio dos gauleses ínsubres, que habitavam a região entre Mediolano e os apeninos, e os gauleses boios, que viviam na área equivalente, a grosso modo, à atual Emília. A região que hoje é chamada de Romanha era habitada pelos gauleses lingones (a região das colinas de Ímola até Ravena) e pelos gauleses sênones, que viviam na região entre a moderna Forlì e a Senigália, na atual região das Marcas.
Em 217 a.C., Aníbal havia já infligido aos romanos uma grande derrota na Batalha do Lago Trasimeno, mas, depois, ao invés de seguir direto para Roma, preferiu levar suas forças para a região da Apúlia, provavelmente para esperar ali reforços que estavam programados para vir da Sardena e da Península Ibérica, possessões cartaginesas, mas que não chegaram. Uma frota cartaginesa foi bloqueada na costa do mar Tirreno pela marinha romana comandada por Cneu Servílio Gêmino enquanto, na Ibéria, os irmãos Cneu Cornélio Cipião e Públio Cornélio Cipião (respectivamente tio e pai de Cipião Africano) obrigaram as forças cartaginesas a assumirem posições defensivas.
As decisões dos comandantes militares romanas foram, até ali, típicas de uma lógica de contra-ataque: um poderoso exército devia ser imediatamente enviado para enfrentar Aníbal e derrotá-lo da forma mais decisiva possível; um segundo exército, menos imponente, mas calibrado corretamente, seria enviado para atacar a região da Gália Cispadana, cujas populações haviam se aliado ao general púnico. Um ataque direto ali obrigaria, segundo os planos de Roma, os gauleses a retornarem para defender sua terra natal, abandonando Aníbal. Depois de poucos meses, em 2 de agosto de 216 a.C., na Batalha de Canas, as legiões romanas enfrentaram uma derrota estrondosa: 50 000 homens foram massacrados em um único dia; a morte de um dos dois cônsules romanos, Lúcio Emílio Paulo, e de mais de oitenta senadores. Uma derrota em campo aberto, até então uma situação na qual as legiões haviam se mostrado invencíveis, que, por séculos, ficaria na consciência de Roma e que, até hoje, é estudada como exemplo de genialidade na tática militar.

## Antecedentes

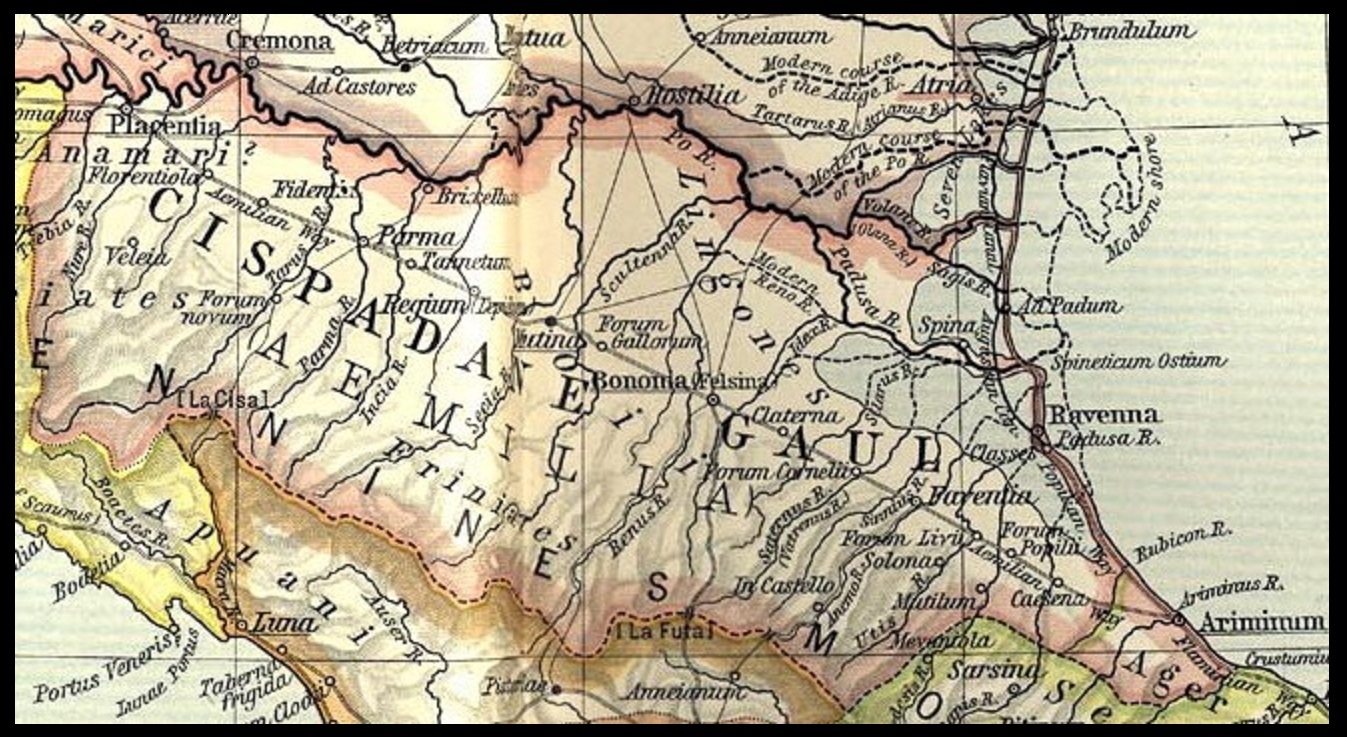
Mapa da Gália Cispadana, a terra dos antigos boios.

O outro exército romano, comandado por Lúcio Postúmio Albino, cônsul eleito para o posto de Lúcio Emílio Paulo, foi enviado para sufocar a revolta dos gauleses. O objetivo das legiões de Roma eram as tribos que haviam aceitado participar do exército de Aníbal. Para chegar na região, Lúcio Postúmio escolher dois percursos diferentes: a via Aurélia, que, desde c. 252 a.C., atravessava a Toscana, mas ainda não alcançava Luni, e a via Flamínia, uma bem-estabelecida rota de comunicação entre a região central da Itália e a planície Padana.
Em ambos, o exército romano esperava enfrentar inimigos aguerridos. De um lado, os lígures, plantados em suas fortalezas nas montanhas, e de outro, os gauleses sênones e lingones, ao norte de Arímino, que controlavam a passagem. Seja qual fosse o caminho, a dificuldade para alcançar a terra dos boios eram bem conhecidas:
| “ | Aquela era uma grande floresta (chamada "Litana" pelos gauleses) através da qual deveria passar o exército. | ” |
|   | — Lívio, Ab Urbe Condita XXIII, 24.7.                                                                       |   |

Apesar da lógica das movimentações romanas até então permitisse supor uma preferência pelo uso da via Flamínia (tanto que, daquela direção, se esperava a chegada de Aníbal e, para contê-la, ali seria posta as forças de Cneu Servílio Gêmino), permanecia uma possibilidade real o cruzamento dos Apeninos pelo percurso seguido por Aníbal (presume-se, na direção Módena - Lucca ou Bolonha - Pistoia) ou mesmo pelo nordeste, a partir de Ravena, com a possível intervenção dos vênetos ou ainda dos gauleses cenomanos, que permaneciam aliados de Roma. Esta amplitude de possibilidades explica, em parte, a dificuldade de localizar o local exato da emboscada.
Lívio conta que Postúmio conduzia duas legiões e havia conseguido alistar nas regiões da costa do Adriático tantos aliados a ponto de chegar ao território inimigo com 25 000 homens. Duas legiões compreendiam cerca de 8 000, os sócios, portanto, não eram poucos. Não se sabe a quais povos Lívio está fazendo referência. Os romanos queriam vingar a perda da cidade de Clastídio, que havia sido entregue a Aníbal pelo próprio prefeito local, Dásio Brindisino, subornado com 400 nummi de ouro. Os aliados de Roma acreditavam que as tribos vizinhas estavam enfraquecidas com a partida de tantos valorosos combatentes que se uniram a Aníbal e, portanto, viram na situação uma excelente oportunidade de saques e de ampliação de seus próprios territórios. Era quase impossível para os boios suportarem uma batalha campal contra as formidáveis legiões romanas com tantos aliados apoiando.

## Emboscada
Na Floresta Litana, os gauleses "haviam cercado a floresta fora de sua margem externa e cortaram as árvores à esquerda e à direita da estrada de forma que elas ainda ficassem em pé, mas que caíssem com o menor empurrão".
Com "estrada", muito provavelmente Lívio pretendia dizer largo caminho de terra batida utilizado principalmente por comerciantes e pelas reduzidas forças armadas locais; as estradas romanas (a via Emília seria construída anos depois) obrigatoriamente tinham seus lados deflorestados e limpos justamente para evitar surpresas. As árvores cortadas também ficavam muito machucadas por causa da limitada tecnologia da época (machados, marretas e cunhas) e não seria necessário passar por mais do uma ou duas fileiras delas para que os caminhantes da "estrada" percebessem a armadilha.
Quando o exército romano já estava bem no interior da floresta, um grande e macabro conjunto de "dominós caindo" se iniciou: as árvores mais distantes foram empurradas e foram caindo empurrando as vizinhas e iniciando uma espécie de reação em cadeia. O terrível resultado foi que:
| “ | ...de ambos os lados, um massacre tal de homens, cavalos, armas que apenas dez homens escaparam. Muitos, na realidade, haviam sido mortos pelos troncos e pelos ramos das árvores... | ” |
|   | — Lívio, Ab Urbe Condita XXIII, 24.7. |   |

## Depois da emboscada
Nem todos os membros foram imediatamente mortos pela queda das árvores. Porém, a desordem entre eles foi tanta que os demais, confusos com o desastre inesperado, foram exterminados pelos gauleses que cercavam a floresta; e, depois de muitos prisioneiros, poucos restaram, que, no caminho de ponte para atravessar o rio, a encontraram já ocupada pelos inimigos e foram presos. E lá, Póstumo foi morto enquanto combatia com grande ferocidade para não ser tomado prisioneiro.
A cabeça de Postúmio, como era costume entre os celtas, foi talhada e esculpida na forma de um copo, revestida de ouro e passou a ser utilizada em rituais religiosas. O butim dos gauleses foi excepcional, pois ninguém conseguiu fugir e, portanto, apesar da maior parte dos animais ter sido morta na queda das árvores, armaduras, armas, mantimentos e tudo mais que um exército necessitava para uma marcha longa foi capturado.
O anúncio do desastre alarmou a população romana, já perturbada pela notícia do desastre de Canas. Por alguns dias, a cidade permaneceu de luto até que o Senado enviou os edis para reabrir o comércio. Finalmente Tibério Semprônio Graco, reconvocou os senadores, e reiniciou as operações concentrando as atenções em Aníbal dizendo:
| “ | ...a guerra contra os gauleses poderia seguramente esperar e ser adiada, pois os deuses e o povo romano encontrariam uma maneira de se vingar desta traição. | ” |
|   | — Lívio, Ab Urbe Condita XXIII, 25.4. |   |

## Epílogo
Vinte e cinco anos depois, em 191 a.C., uma vez liquidado o perigo de Cartago e, depois de dez anos de sangrentas e duras batalhas contra as tribos gaulesas, Roma finalmente subjugou a Gália Cisalpina. Porém, os boios, em particular, foram completamente derrotados e massacrados por Públio Cornélio Cipião Násica. Uns poucos sobreviventes foram forçados a emigrar para a Boêmia, do outro lado dos Alpes, e seu território foi dividido entre diversos colonos. A região foi ligada à Itália central pela via Emília e pela via Flamínia Menor.